# Jan-Olov Brännström
Jan-Olov Brännström, född 24 februari 1944, är en svensk jurist som var lagman i Ljusdals  tingsrätt från 1990 till åtminstone 1995.
Brännström utsågs till rådman i Piteå tingsrätt 20 november 1980.  Han var lagman i Ljusdal tingsrätt från 1990 till åtminstone 1995. Fram till 2004 verkade han sedan som domare i Malmö tingsrätt.